# Бишоп, Генри Роули
Сэр Генри Роули Бишоп (англ. Henry Rowley Bishop; 1786—1855) — британский композитор и дирижёр; один из основателей Лондонского Филармонического общества.

## Биография
Генри Роули Бишоп родился 18 ноября 1786 года в городе Лондоне в семье часовщика-галантерейщика.
Получил музыкальное образование под руководством работавшего в Англии итальянского композитора Франческо Бьянки. Его первым сочинением стала опера «Ангелина» (Angelina), которая была представлена публике в 1804 году в Маргите.

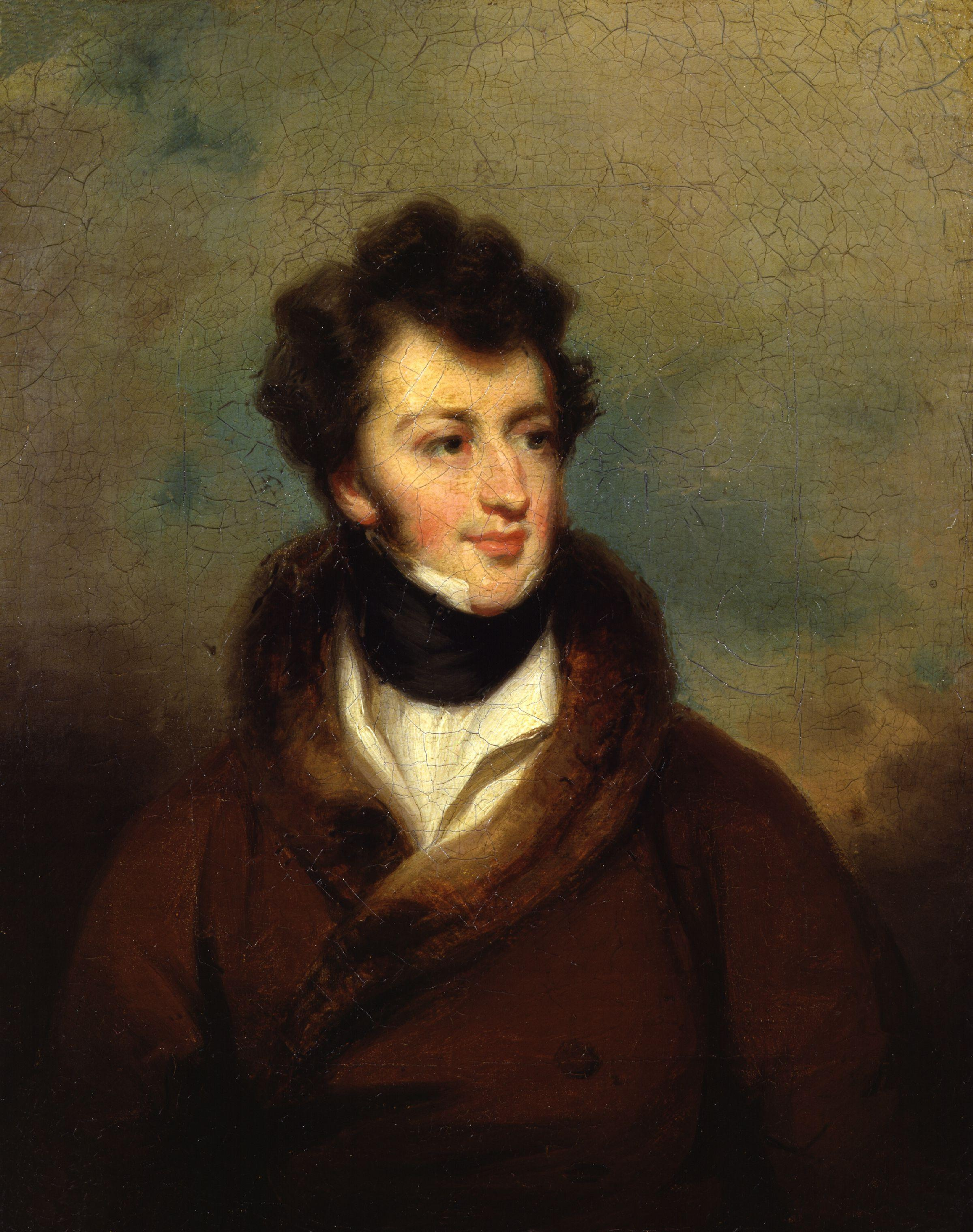
Генри Роули Бишоп
(художник Джордж Генри Харлоу)

В 1806 году впервые заявил себя как балетный композитор. Через три года попытал свои силы на поприще оперной музыки и его «The Circassian bride» имело такой успех, что с тех пор Бишоп посвятил свой талант исключительно опере. Возможно интерес к «Черкесской невесте» в значительной степени подогревало то, что театр «Друри-Лейн» в котором состоялась премьера, на следующий день сгорел дотла.
Начиная с 1810 года, Бишоп состоял капельмейстером Королевского театра Ковент-Гарден, был также профессором музыки при Эдинбургском (1841—1843) и Оксфордском университетах (1848), а затем при Королевском музыкальном институте в Лондоне. Среди учеников Бишопа была и его вторая жена Анна Бишоп, в дальнейшем известная оперная певица (в 1839 г., однако, скандально бежавшая от своего мужа с арфистом Никола Бокса).
С 1825 года музыкант дирижировал оркестром театра «Друри-Лейн», а с 1830 года занял должность музыкального директора увеселительного сада «Воксхолл-Гарденс», а десятилетие спустя занял тот же пост в «Ковент-Гарден»
В 1842 году его заслуги были отмечены королевой Великобритании и музыкант был возведен в дворянство.
Сэр Генри Роули Бишоп скончался 30 апреля 1855 года в родном городе. Композитор оставил после себя более 130 музыкальных произведений написанных для театральной сцены, среди которых, помимо упомянутых, наиболее известны оперы «Девушка с мельницы» (The Maid of the Mill, 1814), «Невольник» (The Slave, 1816), «Девушка Мериан» (Maid Marian, 1822), «Клари» (Clari, 1823), «Кортес» (Cortez, 1823), «Крестоносцы» (Knights of the Cross, 1826), «Под дубом» (Under the Oak, 1830) и др.

## Произведения Бишопа
- The Maniac, or The Swiss Banditti, 1810;
- The Brazen Bust, 1813;
- The Miller and His Men, 1813;
- Sadak and Kalasrade, or The Waters of Oblivion, 1814;
- Brother and Sister, 1815;
- Guy Mannering, 1816;
- December and May, 1818;
- The Heart of Mid-Lothian, 1819;
- The Comedy of Errors, 1819;
- The Battle of Bothwell Brigg, 1820;
- Clari, or the Maid of Milan, 1823;
- Alladin, 1826;
- Yelva, or The Orphan of Russia, 1829;
- The Seventh Day, 1833;